# Sébastien Didot
Sébastien Didot, né le 27 mai 1980, est un auteur de bande dessinée, illustrateur, écrivain et poète belge.

## Biographie
Sébastien Didot naît le 27 mai 1980dans la ville du créateur du saxophone. Dès l'âge de 8 ans, il découvre l'illustration avec les albums de Babar L'éléphant de Jean et Laurent de Brunhoff, puis se passionne pour la bande dessinée au travers des Aventures de Tintin, Lucky Luke et Bob et Bobette de Willy Vandersteen.
vers l' âge de 15 ans, Il suit une formation artistique à l'Institut d’enseignement des arts techniques et artisanats (IATA) à Namur pendant six ans, suivies de trois mois à la Haute École Félicien Rops. Il commence alors la bande dessinée et les illustrations. Il fait une furtive apparition dans La Balise à cartoons de Spirou en 1998. Il revient dans cet hebdomadaire de manière sporadique avec un sommaire et deux courts récits aux côtés de Gilbert Bouchard de 2003 à 2008.
Passionné de cinéma, Sébastien travaillera quelques mois comme projectionniste dans les entrailles du très regretté cinéma Eldorado de Namur. Là, il découvrira la magie des salles obscures et le travail du montage des films. Il aura la chance d'évoluer dans un monde qui, à l'heure du numérique, n'existe quasiment plus.
Il se tournera également vers la poésie, le théâtre et l'écriture de pièces. Cela se traduit par un court métrage sur la fin de vie d'Arthur Rimbaud.
On lui doit notamment les affiches du Festival du rire de Rochefort depuis 2004.
En 2004, la découverte de la vie et de l'œuvre d'Arthur Rimbaud est une révélation pour l'écrivain et dessinateur. Une exposition collective intitulée ARTHURMANIA 100% Ardenne en 2015 lui permettra de présenter certaines de ses oeuvres rimbaldienne au Musée de l'Ardenne de Charleville.
De 2004 à 2008, il écrit des recueils de poèmes Les Heures scintillantes, Obscures merveilles, Clarté publiés aux éditions Vieux Namur ainsi que Viridis Nocta, Parnassum, Dolorosa, Le Busard, Ouvrage publiés aux éditions La Rive Rouge.
Il écrit un ouvrage sur Rimbaud en 2011, une illustration pour un livre d'Albert Moxhet.
La Chasse spirituelle, un conte symbolique est son premier ouvrage publié en 2012.
En 2019, il réalise seul Les Chauchepaille dont le premier tome est publié aux Éditions Bande à part. Cette série humoristique met en scène trois sœurs sorcières qui vivent dans une vieille chaumière.En 2022, il sort un nouveau roman, un thriller de 780 pages dont l'écriture a nécessité 6 ans de travail intitulé Green Falls aux éditions Titan. Il situe son roman en Nouvelle Angleterre.
En 2023, après un long temps de réflexion, il décide d'entreprendre l'écriture de River Phoenix et moi, un récit autobiographique dont le personnage central est l'acteur River Phoenix décédé le 31 octobre 1993; Sébastien se replonge dans ses souvenirs d'enfance et d'adolescence et rend hommage à cet acteur trop tôt disparu qui hante son existence depuis toujours.

## Vie privée
Il demeure à Rochehaut en 2022.

## Œuvres

### Ouvrages
- Sébastien Didot, La Chasse spirituelle[8], River bottom, 2012
- Sébastien Didot, Green Falls[9], Titan, 2022.
- River Phoenix et moi. UTAH, 2024. ( tirage limité )

### Expositions collectives
Entre le 18 juillet et le 23 août 2009, Sébastien Didot participe à l'exposition collective Regard sur la jeune bande dessinée en compagnie de Stédo, Pierre-Emmanuel Paulis, Étienne Willem, Peral et Billy De Barquin au centre culturel de Bièvre en Belgique.
- Ebullitions[11], palais abbatial de Saint-Hubert du 18 juillet au 13 septembre 2009.
- Arthurmania 100 % Ardenne au Musée de l'Ardenne de Charleville Mézières.

#### Livres
: document utilisé comme source pour la rédaction de cet article.
- Frédéric Philipin et Philippe Greisch, Ebullitions créateurs BD de la province de Luxembourg : Alain Baudson, Didot, La Hesse et Frémok, Palix, Pierre-Emmanuel Paulis, Rafagé, Jean-Claude Servais, Stédo, Etienne Willem, Province de Luxembourg, Service provincial de la Diffusion et de l’Animation culturelles, 2010, ill.
- Philippe Mellot, Michel Denni, Laurent Turpin et Isabelle Morzadec, Trésors de la bande dessinée : BDM 2023-2024 - Catalogue encyclopédique & Argus, Paris, Les Arènes, novembre 2022, 1677 p., ill. ; 23 cm (ISBN 9791037507280, OCLC 1351462460, présentation en ligne), p. 689, 851, 862, 1369. .

#### Émissions de télévision
- Litérature - Sébastien Didot, sur TV Lux, (14 min 34 s), 17 avril 2012.

#### Vidéo en ligne
- [vidéo] « Capsule littéraire de Sébastien didot », sur YouTube (13 min 54 s).